# Sagonne
Sagonne är en kommun i departementet Cher i regionen Centre-Val de Loire i de centrala delarna av Frankrike. Kommunen ligger  i kantonen Sancoins som tillhör arrondissementet Saint-Amand-Montrond. År 2022 hade Sagonne 188 invånare.

## Befolkningsutveckling
Antalet invånare i kommunen Sagonne
Referens:INSEE